# Arynów
Arynów is een plaats in het Poolse district  Miński, woiwodschap Mazovië. De plaats maakt deel uit van de gemeente gmina en telt 230 inwoners.